# The Catch (serie televisiva)
The Catch è una serie televisiva statunitense ideata da Kate Atkinson, Helen Gregory e Jennifer Schuur e prodotta da Shonda Rhimes, trasmessa dal 24 marzo 2016 su ABC. Il 12 maggio 2016, la serie è stata rinnovata per una seconda stagione, prevista per il 9 marzo 2017. L'11 maggio 2017, ABC ha cancellato la serie dopo due stagioni.
In Italia, la serie è trasmessa su Fox Life a partire dal 2 maggio 2016.

## Trama
Alice Vaughan, un'investigatrice privata di Los Angeles, è vittima di una frode da parte del fidanzato subito prima del matrimonio.
Grazie alla bravura nel suo lavoro, Alice riesce sempre a contattare il fidanzato. Quest'ultimo fa parte di un'associazione di ladri, tutti sotto il controllo di un grande capo. Benjamin (alias Christopher, alias Michael) trasgredisce le regole e cerca in tutti i modi di non perdere i contatti con la propria fidanzata, non solo perché può essergli di aiuto, ma anche per l'amore che prova nei suoi confronti.

## Episodi
| Stagione         | Episodi | Prima TV USA | Prima TV Italia |
| ---------------- | ------- | ------------ | --------------- |
| Prima stagione   | 10      | 2016         | 2016            |
| Seconda stagione | 10      | 2017         | 2017            |

## Personaggi e interpreti

### Principali
- Alice Vaughan (stagioni 1-2), interpretata da Mireille Enos, doppiata da Giuppy Izzo.
- Benjamin Jones/Christopher Hall/Michael Throne (stagione 1-2), interpretato da Peter Krause, doppiato da Stefano Benassi.
- Margot Bishop (stagioni 1-2), interpretata da Sonya Walger, doppiata da Sabrina Duranti.
- Rhys Griffiths/Il Benefattore (stagione 2, ricorrente 1), interpretato da John Simm, doppiato da Davide Lepore.
- Agente Speciale FBI Jules Dao (stagione 1, guest 2), interpretato da Jacky Ido, doppiato da Jean Charles Putzolu.
- Valerie Anderson (stagioni 1-2), interpretata da Rose Rollins, doppiata da Angela Brusa.
- Danny Yoon (stagioni 1-2), interpretato da Jay Hayden, doppiato da Stefano Macchi.
- Sophie Novak (stagioni 1-2), interpretata da Elvy Yost, doppiata da Erica Necci.
- Reginald Lennox III (stagione 1), interpretato da Alimi Ballard, doppiato da Alessandro Messina.

### Ricorrenti
- Zara Al-Salim (stagione 1), interpretata da Medalion Rahimi, doppiata da Isabella Benassi.
- Felicity (stagioni 1-2), interpretata da Shivani Ghai, doppiata da Nunzia Di Somma.
- Leah Wells (stagione 1), interpretata da Nia Vardalos, doppiata da Tatiana Dessi.
- Agente Shawn Sullivan (stagioni 1-2), interpretato da Caleb Smith, doppiato da Raffaele Carpentieri.
- Sybil Griffiths (stagioni 1-2), interpretata da Lesley Nicol.
- Tommy Vaughan (stagione 2), interpretato da T.R. Knight, doppiato da Corrado Conforti.
- Agente Justine Diaz (stagione 2), interpretata da Gina Torres, doppiata da Roberta Pellini.
- Martello (stagione 2), interpretato da Ismael Cruz Cordova.
- Ethan Ward (stagione 2), interpretato da Warren Christie.
- Tessa Riley (stagione 2), interpretata da Philippa Coulthard.
- Nicholas Turner (stagione 2), interpretato da Kevin Carroll.